# Chiesa di Santa Maria de Domno
La Chiesa Santa Maria de Domno fu una chiesa creata nella Salerno longobarda nel 989 AD, che scomparve nei secoli successivi finendo inglobata nell'area del Ghetto di Salerno.

## Storia
Fondata nel 989 AD dalla nuova dinastia principesca di Salerno (detta "Dinastia Spoletana"), Santa Maria de Domno è la chiesa del Principe Giovanni II e sua moglie Sighelgaita. La chiesa fu destinataria di cospicue donazioni. La nuova chiesa, segno tangibile del rinnovato equilibrio socio-politico ed economico di Salerno, rappresentava il punto di contatto privilegiato tra cristiani ed ebrei intorno all'anno mille, all'interno di uno spazio urbano che da città agraria si trasformava nella capitale del Principato di Salerno: l' Opulenta Salernum.
La chiesa aveva tre navate e sorgeva vicino alle mura meridionali di Salerno, di fronte al mare. Successivamente fu abbandonata in quanto distrutta durante l'assedio di Salerno nel 1194 attuato dall'imperatore Enrico VI del Sacro Romano Impero. La sua precisa ubicazione è stata oggetto di notevoli discussioni tra accademici e storici salernitani
Attualmente ne restano alcune colonne e strutture (sconsacrate nel 1822), inserite in un ristorante/taverna salernitano. Sull' attuale via della Giudecca, vicino alla Chiesa di Santa Lucia de Judaica, si nota quanto resta del campanile della chiesa longobarda